# Ободівська сільська рада (Тростянецький район)
| Ободівська сільська рада — колишній орган місцевого самоврядування у Тростянецькому районі Вінницької області з адміністративним центром у с. Ободівка. Сільській раді підпорядковані населені пункти: - с. Ободівка - с. Бережанка |

## Склад ради
Рада складається з 25 депутатів та голови.

## Керівний склад сільської ради
| ПІБ                          | Основні відомості                                                               | Дата обрання | Дата звільнення |
| ---------------------------- | ------------------------------------------------------------------------------- | ------------ | --------------- |
| Ременюк Костянтин Васильович | Сільський голова, 1963 року народження, освіта, член Партії «Реформи і порядок» | 26.03.2006   | 31.10.2010      |
| Покладюк Ігор Анатолійович   | Сільський голова, 1965 року народження, освіта вища, безпартійний               | 31.10.2010   |                 |

Примітка: таблиця складена за даними джерела